# 扎西通卓林寺
扎西通卓林寺，又称“立新寺”，位于西藏自治区日喀则市聂拉木县樟木镇立新村，是一座藏传佛教女尼的寺院。

## 简介
扎西通卓林寺是位于西藏自治区日喀则市聂拉木县樟木镇立新村的一座女尼寺院。
2012年，扎西通卓林寺的12名女尼被评为西藏自治区爱国守法先进僧尼。
2000年代末至2010年代初，西藏公安边防总队日喀则边防支队按照上级统一部署，落实民警驻寺工作制度、法制副校长制度、重点人员的三级管控措施，和日喀则地区各寺庙的住持签署责任状，将外来住寺僧人纳入暂住人口管理制度中。和其他寺庙一样，该支队也向扎西通卓林寺派来了驻寺民警旦多（藏族），立新扎西通卓林寺的僧尼索朗说：“旦多警官现在是我们寺庙的一员了，他跟我们同吃、同住、同劳动，他每天给我们读报纸，教唱红色歌曲等，在生活上遇到的困难他都会帮助我们解决，自从他到我们寺里，我们的生活就不是那么单调了，我们都喜欢跟他聊天、作伴……”